# Papyrus 84
Papyrus 84 (nach Gregory-Aland mit Sigel {\displaystyle {\mathfrak {P}}}84 bezeichnet) ist eine frühe griechische Abschrift des Neuen Testaments. Dieses Papyrusmanuskript enthält Teile der vier Evangelien. Erhalten geblieben sind die Verse Markus 2,2–5.8–9; 6,30–31.33–34.36–37.39–41 sowie Johannes 5,5 17,3.7–8. Mittels Paläographie wurde es auf das 6. Jahrhundert datiert.
Der griechische Text ist wahrscheinlich gemischt. Er tendiert dabei stark zum Byzantinischen Texttyp. Aland ordnete ihn wegen seines Alters in Kategorie III ein.
Die Handschrift wird in der Katholieke Universiteit Leuven Library (P. A. M. Khirbet Mird 4, 11, 26, 27) in Löwen aufbewahrt. Die Handschrift wurde von 2003 von S. Verhelst in Le Muséon 116 S. 15–35 herausgegeben.